# Fislisbach
Fislisbach (toponimo tedesco) è un comune svizzero di 5 548 abitanti del Canton Argovia, nel distretto di Baden.

## Monumenti e luoghi d'interesse

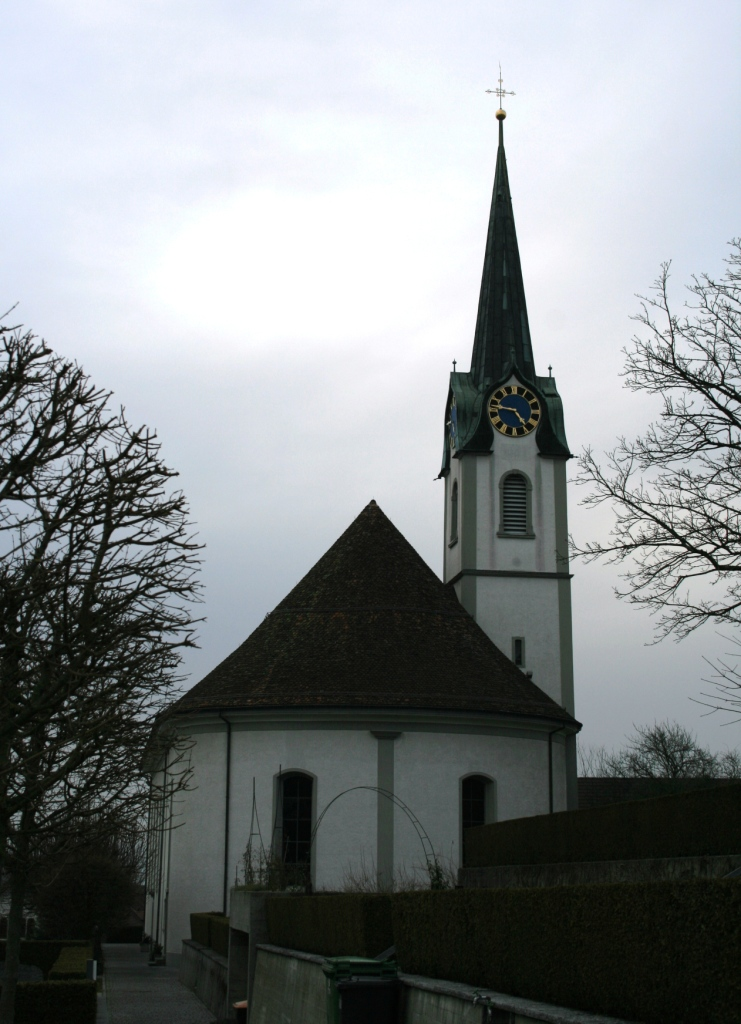
La chiesa cattolica di Sant'Agata

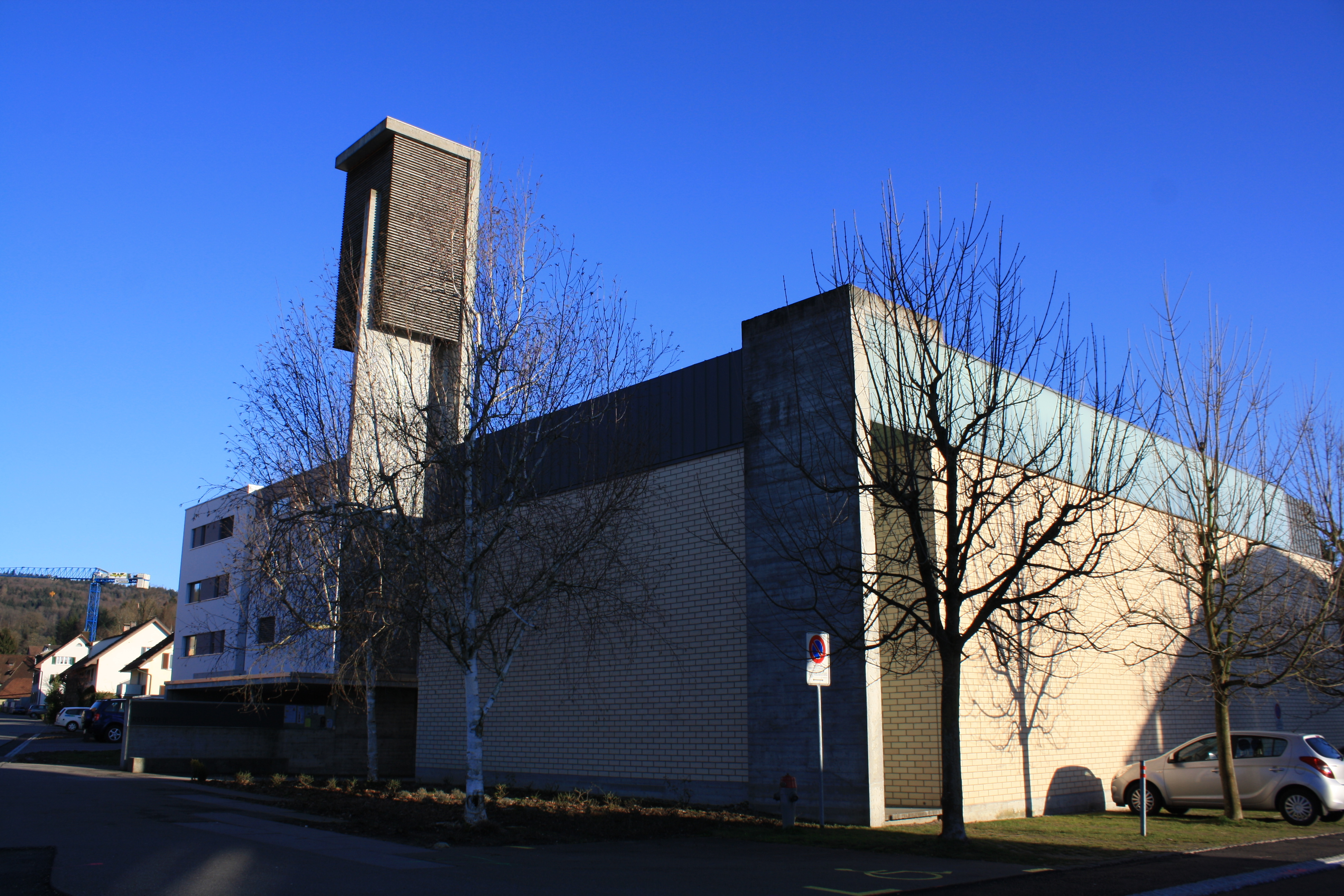
La chiesa riformata

- Chiesa cattolica di Sant'Agata;
- Chiesa riformata.

## Società

### Evoluzione demografica
L'evoluzione demografica è riportata nella seguente tabella:
Abitanti censiti

## Amministrazione
Ogni famiglia originaria del luogo fa parte del cosiddetto comune patriziale e ha la responsabilità della manutenzione di ogni bene ricadente all'interno dei confini del comune.